# NEC PC 8801 FE
NEC PC 8801 FE (PC 8801 FE) је кућни рачунар фирме NEC који је почео да се производи у Јапану током 1988. године.
Користио је Z-80 компатибиланну микропроцесорску јединицу а RAM меморија рачунара је имала капацитет од 64 KB. 

## Детаљни подаци
Детаљнији подаци о рачунару PC 8801 FE су дати у табели испод.
|                       |                                                                       |
| [ 1 ]                 |                                                                       |
| Произвођач            |                                                                       |
| Тип                   | кућни рачунар                                                         |
| Меморија              | 64 KB                                                                 |
| Поријекло             | Јапан                                                                 |
| Година                | 1988                                                                  |
| Тастатура             | тастатура са пуним помаком тастера са одвојеном нумеричком тастатуром |
| Процесор              |                                                                       |
| Фреквенција процесора | 8 / 4                                                                 |
| RAM                   | 64 KB                                                                 |
| ROM                   | 128 (N88-BASIC, системски ROM) + 256 (кинески знакови)                |
| Текст                 | 80x25 / 80x20 / 40x25 / 40x20                                         |
| Графика               | 640x400 NEC PC 8801 FE/ 640x200                                                     |
| Боја                  | 512 могућих / 8 на екрану                                             |
| Звук                  | 3 FM канала, 3 PSG канала                                             |
| Димензије             | 354 (ширина) x 343 (дубина) x 90 (висина) / 9                         |
| Портови               |                                                                       |
| Оперативни систем     |                                                                       |